# Средњозападноамеричка митрополија
Средњозападноамеричка митрополија (енгл. Metropolitanate of Midwestern America) била је епархија Српске православне цркве од 1963. до 2009.

## Историја
Епархија средњозападноамеричка са сједиштем у Чикагу односно манастиру Светог Саве у Либертивилу је основана 1963. арондацијом Америчко-канадске епархије. Поред парохија у Америци обухватала је и парохије на територији Јужне Африке. За првог епископа изабран је др Фирмилијан Оцокољић (1963—1991) који је умировљен послије дугогодишње болести. Једно вријеме епархијом су администрирали епископ шумадијски Сава Вуковић и викарни епископ топлички Митрофан (Кодић). Затим, одлуком Светог архијерејског сабора из 1991. епархија је уздигнута на степен митрополије и за првог митрополита је изабран дотадашњи епископ источноамерички Христофор Ковачевић.
Сходно одлуци Светог архијерејског сабора Српске православне цркве од 21. маја 2009. извршена је арондација тадашњих епархија Српске православне цркве: Средњозападноамеричке, Источноамеричке, Западноамеричке и Канадске Српске православне цркве у САД и Канади, као и Епархије за Америку и Канаду Митрополије новограчаничке. Тада су конституисане сљедеће епархије: Митрополија либертивилско-чикашка, Епархија новограчаничко-средњозападноамеричка, Епархија источноамеричка, Епархија западноамеричка и Епархија канадска.
Овом саборском одлуком су укинуте дотад постојеће епархије: Митрополија средњозападноамеричка и Епархија за Америку и Канаду Митрополије новограчаничке. Новооснована Митрополија либертивилско-чикашка је постала насљедник угашене Митрополије средњозападноамеричке. Међутим, и ова митрополија је укинута 2011. године и њено подручје је ушло у састав Епархије новограчаничко-средњозападноамеричке.

## Митрополити
| Портрет | Име и презиме                  | Време службе |
| ------- | ------------------------------ | ------------ |
|         | митрополит Фирмилијан Оцокољић | 1963—1987    |
|         | администратор Сава Вуковић     | 1988—1991    |
|         | администратор Митрофан Кодић   | 1988—1991    |
|         | митрополит Христофор Ковачевић | 1991—2009    |